# Списък на политическите партии в Северен Кипър
Северен Кипър има многопартийна система.
| Партия                          | Места в парламента (2013) | Идеология                |
| ------------------------------- | ------------------------- | ------------------------ |
| Републиканска турска партия     | 21                        | Социалдемокрация         |
| Партия на националното единство | 14                        | Национален консерватизъм |
| Демократическа партия           | 12                        | Консерватизъм            |
| Партия на социалната демокрация | 3                         | Социалдемокрация         |